# Formații rock 4
Formații rock 4 reprezintă al patrulea disc al seriei de compilații Formații rock editată de casa de discuri Electrecord. Discul cu numărul patru a fost lansat în anul 1980, cu această ocazie trecându-se de la denumirea „Formații de muzică pop” (folosită pentru primele trei discuri) la „Formații rock”.
Pe disc figurează formațiile: Sfinx, Roșu și Negru, Semnal M, Savoy și Cristal. Față de discurile anterioare ale seriei, coperta discului nu cuprinde o recenzie. Componența formațiilor nu este indicată, fiind notate doar numele compozitorului și acela al textierului (așa cum figurează mai jos). După practicile vremii, versurile unor piese erau oferite muzicienilor de către textieri cu care nu colaborau în mod obișnuit (este cazul formațiilor Sfinx, Roșu și Negru și Semnal M).

## Lista pistelor
1. Sfinx – Drumul (Dan Andrei Aldea / Cristina M. Ioan)
2. Roșu și Negru – Miracolul suprem (Liviu Tudan / Daniela Crăsnaru)
3. Semnal M – Urare (Iuliu Merca / Iuliu Merca)
4. Savoy – Căruța poștei (prelucrare după Grigoraș Dinicu / instrumentală)
5. Sfinx – Lumină și culoare (Mihai Cernea / Cristina M. Ioan)
6. Roșu și Negru – Copilul și soarele (Liviu Tudan / Corina Brăneanu)
7. Cristal – Obârșii (Puiu Crețu / Nina Cassian)
8. Semnal M – Hora (Iuliu Merca / Puiu Cristea)

## Componența formațiilor
| Sfinx (București): - Dan Andrei Aldea – chitară, vocal - Corneliu (Bibi) Ionescu – chitară bas, vocal - Mihai Cernea – baterie - Idu Barbu – claviaturi Roșu și Negru (București): - Liviu Tudan – chitară bas, vocal, lider - Florin Ochescu – chitară solo - Dorel Vintilă Zaharia – baterie Semnal M (Cluj-Napoca): - Iuliu Merca – chitară solo, voce, lider - Ștefan Boldijar – chitară bas, solist vocal - Liviu Hrișcu – baterie - Paul Masgras – poli-instrumentist | Savoy (București): - Marian Nistor – chitară solo, nai, lider - Ionel Samoilă – chitară bas - Ionel Orban – orgă - Nicolae Rotărescu – baterie - George Mitrea – percuție Cristal (Galați): - Puiu Crețu – claviaturi, lider - Gheorghe Antistescu – solist vocal - Marian Gheorghe – chitară - Tiberiu Cazan – chitară bas - Aurel și Marian Schwartz – percuție - Doru Căplescu – trompetă - Vasile (Lili) Spătaru – saxofon, flaut |